# Sicherheitsdienst der Palästinensischen Autonomiebehörde
Der Sicherheitsdienst der Palästinensischen Autonomiebehörde (arabisch الأمن الوقائي الفلسطيني, DMG al-Amn al-wiqāʾī al-filasṭīnī) ist der offizielle Sicherheitsdienst in den Palästinensischen Autonomiegebieten. Er wurde 1994 durch den damaligen Präsidenten Yasser Arafat in Übereinstimmung mit dem Oslo-Abkommen gegründet. Sie ist de facto Polizei- und Militär-Autorität der Autonomiebehörde mit 76.500 Mann.

## Geschichte

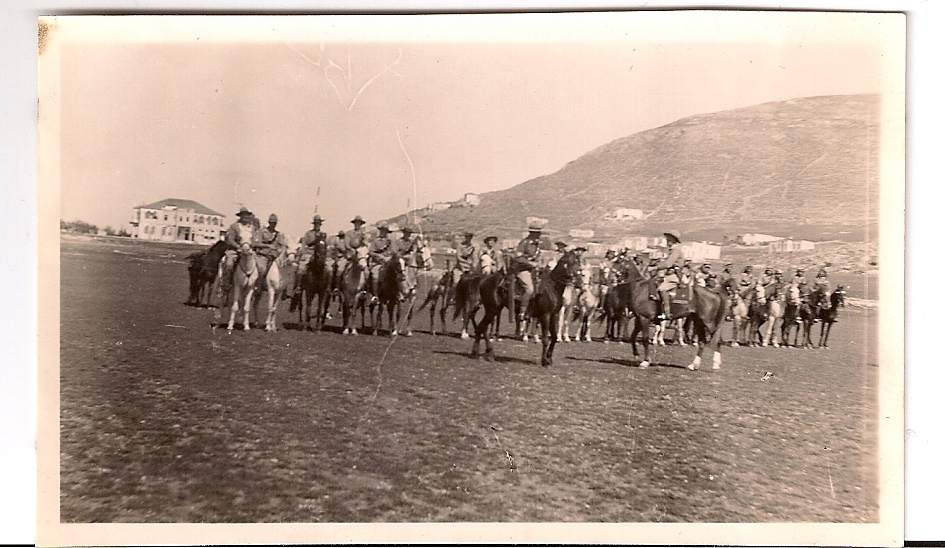
Berittene palästinensische Polizei bei Nablus, 1943

Bereits während der britischen Militäradministration und des britischen Völkerbundsmandat für Palästina (1918–1948) gab es eine palästinensische Polizei. Im Palästinakrieg 1948 bis 1949 wurden große Teile der arabischen Bevölkerung aus dem neu gegründeten Staat Israel vertrieben, die palästinensischen Polizeieinheiten aufgelöst. Ein Streifen an der Südküste, der sich von Gaza bis zur ägyptischen Grenze erstreckte, kam unter ägyptische Verwaltung. Das östliche Palästina ging an Jordanien. Jerusalem wurde zwischen Israel und Jordanien geteilt, dieses erhielt Ostjerusalem. Der Sechstagekrieg 1967 und die Besetzung des Westjordanlands und des Gaza-Streifens durch Israel führte zu einer weiteren Verschärfung des Palästinenser-Problems im Nahen Osten. Die 1964 gegründete Palästinensische Befreiungsorganisation PLO propagierte in der Folgezeit den bewaffneten Kampf gegen Israel, wurde aber im Schwarzen September 1970 aus Jordanien vertrieben.
Ab 1993 war die PLO palästinensischer Vertreter in den Friedensverhandlungen von Oslo und Kairo mit den USA und Israel und trieb aufgrund des Gaza-Jericho-Abkommens die palästinensische Autonomie voran. Bewaffnete Einheiten mit militärischer Ausbildung stammten daher aus der Fatah. Gemäß dem Abkommen von Kairo (1994) sollten diese Einheiten der Autonomiebehörde auf 18.000 bewaffnete Polizisten beschränkt sein. Heute gehören ihnen rund 76.500 Mann an.
Bei der Zweiten Intifada ab Oktober 2000 wurden über 600 Mitglieder des Sicherheitsdienstes der Autonomiebehörde (der Geheimdienste oder der Polizei) getötet.
Immer wieder kam es zu Zwischenfällen, bei denen rivalisierende Einheiten aufeinander schossen. Die Palästinenser nannten dies „Chaos der Waffen“. Nachdem die israelische Armee die zuvor geräumten Gebiete im Westjordanland 2005 wiederbesetzt hatte, konnte die palästinensische Polizei ihre Tätigkeit ebenfalls nicht ausüben. Es breiteten sich Selbstjustiz und Kriminalität aus. Milizen, die es schon vor 1994 gegeben hatte, „regelten“ Streitigkeiten mit Schießereien. Die Beamten der Autonomiebehörde fürchten teilweise Repressalien gegen sich oder Familienangehörige. Im März 2005 griffen Bewaffnete die Polizei in Tulkarem an, nachdem diese gegen einen der Bewaffneten vorgegangen war.
Unter Arafat wurde kaum gegen Beamte vorgegangen, die selbst kriminell wurden oder Milizen angehörten. Sein Nachfolger Präsident Mahmud Abbas wollte dies nach seiner Wahl 2005 ändern. Er strukturierte die verschiedenen Sicherheitsdienste um. Bereits kurz nach Amtsantritt entließ er Hunderte von reformunwilligen Offizieren verschiedener Einheiten. Das Rentenalter für Beamte des Sicherheitsdienstes wurde auf 60 Jahre festgesetzt.
Die USA unterstützten seit den Verträgen von Oslo die Sicherheitsbehörden beim Aufbau einer nationalen Streitmacht massiv mit Ausbildungs- und Unterstützungskampagnen für die palästinensischen Sicherheitsdienste. Seit Abbas im Amt ist, hat das U.S. State Department direkte finanzielle und personelle Unterstützung durch den United States Security Coordinator (USSC) für Israel und Palästina geleistet.
Nach dem Wahlsieg der Hamas 2006 im Gazastreifen musste sich der Sicherheitsdienst der Autonomiebehörde aus diesem zurückziehen. Im Juni 2007 hatte der Sicherheitsdienst eine wichtige Rolle bei den Kämpfen zwischen Fatah und Hamas. Mehrere Angehörige des Geheimdienstes des Sicherheitsdienstes der Palästinensischen Autonomiebehörde – des Amtes für Präventive Sicherheit – wurden im Gazastreifen ermordet.
2007 begann das US-USSC den Sicherheitsdienst, speziell die Palestinian National Security Forces (NSF) und die Force 17, zu trainieren und auszurüsten. Ziel war es, bis zum Jahr 2010 zehn stehende Bataillone zu haben.

## Leitung
Die Leitung der palästinensischen militärischen und polizeilichen Einheiten ist nicht mit Strukturen in westlichen Staaten vergleichbar. Die Befehlshaber stammen meist aus der Zeit des terroristischen Kampfes gegen Israel und sehen ihre Truppen teilweise als eigenständige Streitkräfte zur Durchsetzung spezifischer, teilweise innenpolitischer Interessen.
Mohammed Dahlan war der erste Chef des Palästinensischen Sicherheitsdienstes von 1994 bis 2002. Dahlan 2002 wurde durch Rashid Abu Shbak ersetzt. Jibril Rajoub war Chef des Sicherheitsdienstes in der West Bank und wurde 2002 von Zuhair Manasra abgelöst.
Musa Arafat, einer der Söhne Yasser Arafats, wurde kurzzeitig Leiter des Präventiv-Sicherheitsdienstes (Geheimdienst). Er hatte bereits seit 1994 im Gazastreifen den militärischen Nachrichtendienst der Fatah aufgebaut. Ferner war er Leiter der Force 17 und galt als einer der mächtigsten Männer im Gazastreifen. Er hatte den Rang eines Generalmajors inne. Musa Arafats Ernennung zum Polizeichef des Gazastreifens durch Jassir Arafat stieß allerdings auf gewaltsame Proteste, da rivalisierende Gruppen innerhalb der PLO mit seiner Ernennung nicht einverstanden waren. Es kam zu einer zeitweiligen Verhängung des Ausnahmezustandes. Nach nur zwei Tagen als Polizeichef wurde er von diesem Amt wieder abgelöst.
Amtsherr der Sicherheitsdienste ist derzeit der Innenminister der Palästinensischen Gebiete Nasser Youssuf.

## Ausrüstung und Finanzierung
Die Einheiten sind in der Regel mit Handfeuerwaffen wie Pistolen, Sturmgewehren und halbautomatischen Waffen ausgerüstet. Teilweise stammen die Waffen aus der Zeit der Intifada, teilweise aus der Militärhilfe westlicher Staaten, wie den USA.
Die USA finanzierten die Ausbildung und Ausrüstung des Sicherheitsdienstes mit rund 3 Milliarden US-Dollar.

## Ausbildung und Kooperationen
Eine militärische Ausbildung erhielten die Mitglieder teilweise im Libanon oder anderen arabischen Staaten. Einen großen Teil der Ausbildung übernahmen die USA.

### Militärhilfe der USA
Das USSC-Hauptquartier für die Palästinensischen Gebiete hat seinen Sitz im US-Konsulat in Jerusalem. Von dort wurde auch die Ausbildung koordiniert. Viele US-Behördenmitarbeiter müssen sich an strenge Reiseauflagen des State Departments halten und waren deshalb in die Ausbildung nur bedingt eingebunden. US-Vertragsangestellte konnten sich aber relativ frei bewegen und waren auch in Ramallah in der West Bank stationiert.
Die USA führten mehrere Trainingsprogramme durch. Das letzte Programm fand von 2007 bis 2010 unter Führung von Lt. Gen. Keith Dayton von der US-Army statt. Es war Teil des von 2008 bis 2010 laufenden Palestinian Reform and Development Plan, welchen die Autonomiebehörde aufstellte, um Vorgaben der Roadmap umzusetzen.

### Polizeihilfe der EU
Die EU unterstützte den Aufbau der palästinensischen Polizei mit der EU Police Mission in the Palestinian Territories (EUPOL COPPS). Sitz der Mission ist das 20 Kilometer nördlich von Jerusalem in Ramallah in den palästinensischen Autonomiegebieten. Auch ist die Mission auf dem Staatsgebiet Israels ist die EUPOL COPPS aktiv. Europa als Missionsakteur, Finanzgeber und Personalsteller möchte Rechtsstaatlichkeit im Innen- (Polizei) und Justizbereich der palästinensischen Selbstverwaltung bzw. des entstehenden Staates Palästina auf die Beine zu helfen. 30 lokale Mitarbeiter und 53 Internationale Polizeibeamten aus EU-Staaten sowie aus Drittstaaten (Canada und Norwegen) stellen Personal. Neben Polizeibeamten sind auch Staatsanwälte, Juristen und zivile Experten an der Mission beteiligt. Head of Mission ist der schwedische Polizeibeamte des höheren Dienstes Henrik Malmquist LLM (Jahrgang 1962). Die Mission arbeitet im Rahmen der EU Common and Defence Policy (CSDP) und steht unter der Führung der EU HR Catherine Ashton (UK). Zwei Beamte aus Deutschland waren bei EUPOL-COPPS eingesetzt.
Parallel zu EUPOL COPPS arbeitet die EU Polizeimission European Union Border Assistance Mission Rafah (EUBAM Rafah) seit dem 25. November 2005 als unterstützende Kontrollmission am palästinensisch-ägyptischen Grenzübergang in Rafah (Gazastreifen). Nach der Schließung des Übergangs infolge des innerpalästinensischen Konflikts um Gaza im Juni 2007 und der Machtübernahme durch die Hamas wurde die Durchführung von EUBAM Rafah am 15. Juni 2007 zeitweise ausgesetzt.

## Einheiten

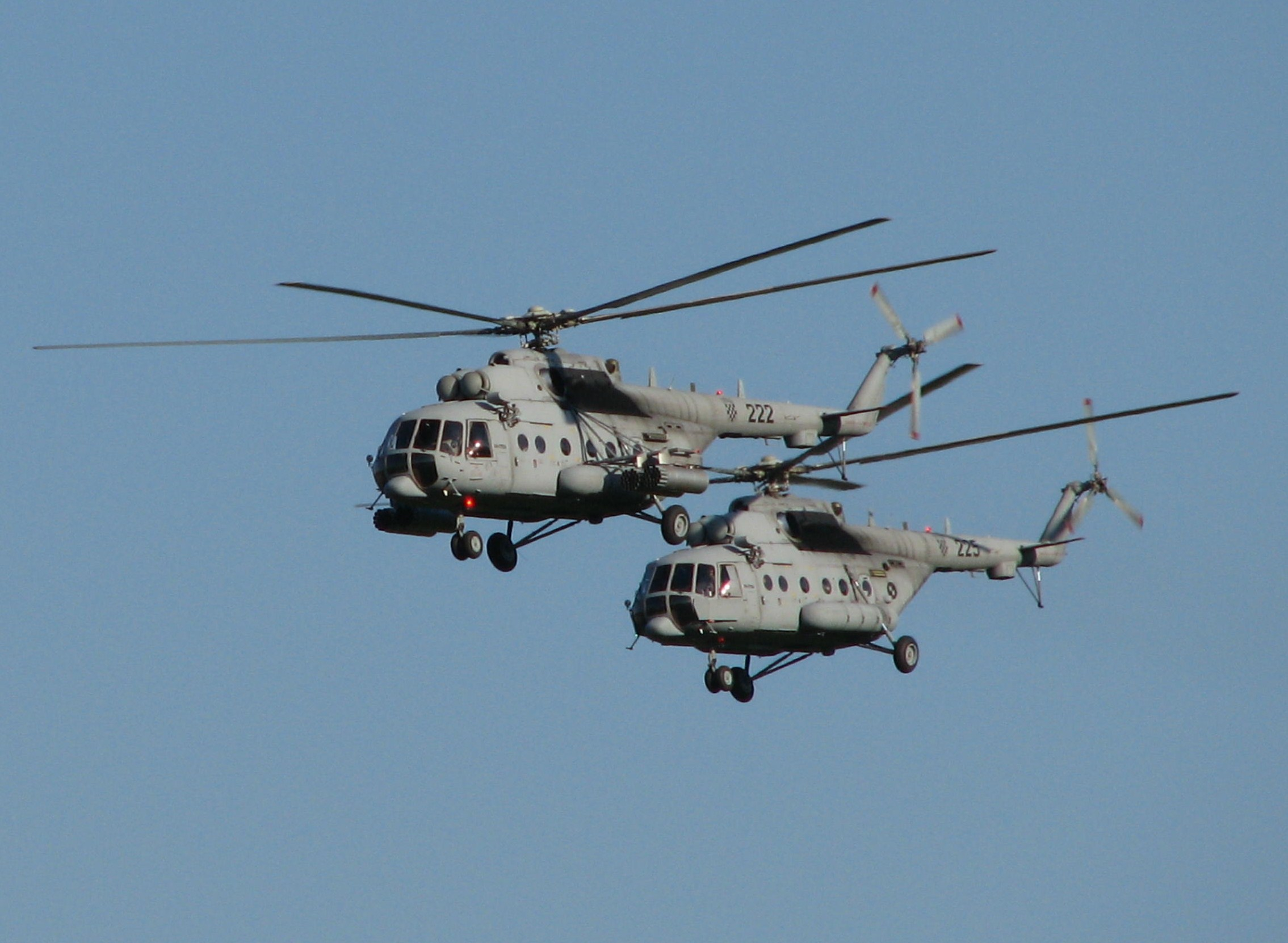
Die Force 14 besaß drei Mil-Mi 17, eine Exportversion der sowjetischen Mil-Mi 8. Die israelische Luftwaffe zerstörte die Hubschrauber während der 2. Intifada. Das Bild zeigt baugleiche kroatische Mil-Mi 17.

Die meisten Einheiten des Sicherheitsdiensts basieren auf den militärischen Einheiten der Fatah. Eine saubere Trennung der Einheiten der Palästinensischen Autonomiebehörde und der Partei Fatah gibt es bis heute nicht in allen Bereichen. Das Amt für präventive Sicherheit ist der bewaffnete Geheimdienst der Autonomiebehörde.
Der Sicherheitsapparat besteht aus mehreren separaten Zweigen:
- Militärischer Nachrichtendienst Geheimdienst der Seestreitkräfte, 30.000 Mann (inklusive der Force 17) bis zu seinem Tod von Musa Arafat kommandiert.
- Amt für präventive Sicherheit im Westjordanland (Preventive Security Force), 4.000 Mann, Leiter Jibril Rajoub, eng mit Tanzim verbunden. Das Amt für präventive Sicherheit im Gazastreifen mit dem Befehlshaber Muhammad Dahlan wurde nach der Übernahme der Hamas von dieser zerstört.
- Präsidentengarde (5.000 Mann der Presidential Security Force)
- Zivile Polizei (Palestinian Civil Police Force), 11.000 Mann, Sitz ist Gaza, Leiter ist Brigadegeneral Ghazi Jebali. Israel forderte mehrmals die Absetzung von Ghazi, weil er Angriffe auf jüdische Siedlungen unterstützt habe.
- Öffentliche Sicherheit (Public Security Force), 15.000 Mann, Leiter Nasser Youssef
- Force 17 (Streitmacht 17), Elitetruppe und Leibwächtereinheit, ist de facto die Präsidentengarde; mit Bildung der Palästinensischen Autonomiebehörde 1993 zu einer quasi-staatlichen Sicherheitstruppe umgewandelt
- Nationaler Sicherheitsdienst, 5.000 Mann, Leiter Haj Ismail Jabr
- Allgemeiner Nachrichtendienst im Westjordanland, Befehlshaber war Tawfik Tirawi
- Allgemeiner Nachrichtendienst im Gazastreifen, Leiter Amin Al-Hindi
- Küstenwache, Leiter Jawad Abu Hassan
- Tourismuspolizei
- Force 14 (Schurta al-Dschawiyya), Flughafenpolizei und Luftwaffe der Autonomiebehörde bzw. der Fatah